# Al-Musabbihi
al-Musabbihi (Fostate, 4 de março de 977 — Cairo, maio de 1030 (53 anos)) foi um historiador e, após 1007/1008, um oficial da Dinastia fatímida. É possível que ele também compartilhasse da fé xiita ismailita dos seus mestres. Ele é conhecido principalmente por ter escrito uma vasta obra sobre a história do Egito e dos fatímidas entre 975 e 1025. Apenas um volume (de quarenta), o último, sobreviveu num único manuscrito preservado na biblioteca do Escorial, em Madri.